# Kulturväven
63° 49′ 30,24″ N, 20° 15′ 36,16″ E

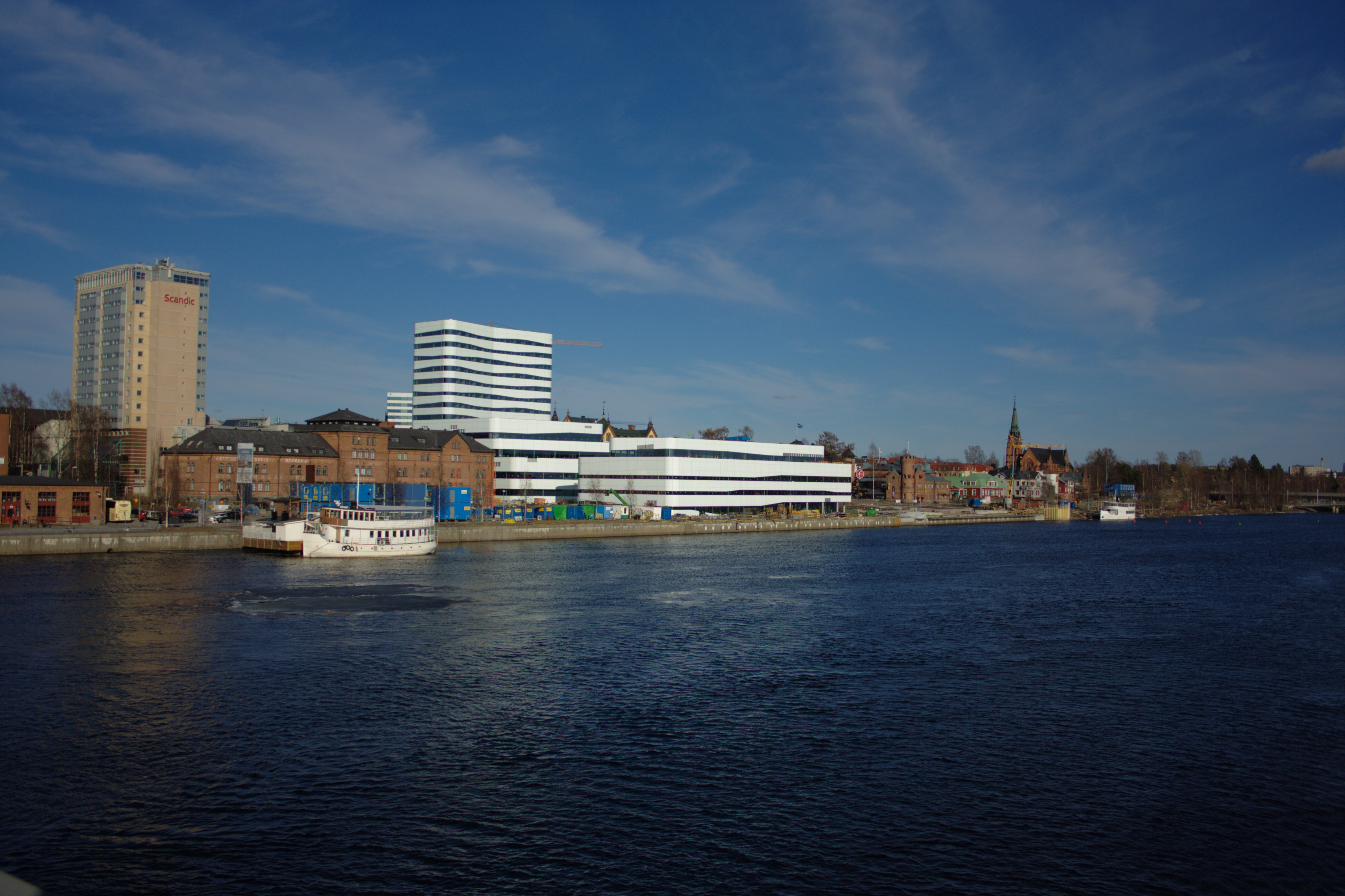
Kulturväven en Mars 2014

Kulturväven est un centre culturel situé près de la rivière Ume à Umeå, dans la province de Västerbotten en Suède.

## Historique
Kulturväven a été construit entre 2011 et 2014 dans le cadre du développement urbain Staden mellan de Broarna (« ville entre les ponts »). Le client est la commune d'Umeå et la société immobilière locale est Balticgruppen, dans une coentreprise Väven i Umeå AB. La superficie totale est de 24 000 m2 et le coût total a été estimé à environ 700 millions de couronnes, à l'exclusion de l'intérieur. Les architectes sont les firmes norvégiennes Snøhetta et White arkitekter, qui ont aussi travaillé à la construction de certains bâtiments sur le campus d'art d’Umeå.
Kulturväven ouvre en automne 2014, l'année où Umeå est la Capitale européenne de la culture. Le coût de la construction, les nouveaux partenariats qui se sont formés et la relocalisation de la bibliothèque de la ville dans ce nouveau bâtiment ont causé beaucoup de discussions à Umeå.
Le bâtiment comprend des ateliers, un centre culturel de la jeunesse, des théâtres, la bibliothèque de la ville, le cinéma Folkets Bio et le « musée historique des femmes » (Kvinnohistoriskt Musée).
Avant l'inauguration du bâtiment, la conception a été considérée comme un plagiat, parce que trois bâtiments avec des façades verticales similaires ont déjà été construits à Copenhague dans la période de 2006-2008. Ces bâtiments sont conçus par la firme danoise Vilhelm Lauritzen Arkitekte, qui n'a rien à voir avec la conception de Kulturväven. Un architecte de cette entreprise estime que Kulturväven n’est pas un plagiat.